# Kastyn (biskup Bizancjum)
Kastyn – biskup Bizancjum w latach 230–237. 